# Ryszard Krupa
Ryszard Krupa (ur. 23 sierpnia 1950 we Wrocławiu) – polski operator dźwięku.
Absolwent Wydziału Reżyserii Dźwięku Państwowej Wyższej Szkoły Muzycznej w Warszawie w 1974. Nominowany do Polskiej Nagrody Filmowej, Orzeł w 2002 za dźwięk w filmie Pół serio. Członek Polskiej Akademii Filmowej.

## Wybrana filmografia
dźwięk:
- Pokój z widokiem na morze (1977)
- Pani Bovary to ja (1977)
- Doktor Murek (1979)
- Filip z konopi (1981)
- Sprawa się rypła (1984)
- Na kłopoty… Bednarski (1986)
- Czarodziej z Harlemu (1988)
- Matka swojej matki (1996)
- Łóżko Wierszynina (1997)
- Wrota Europy (1999)
- Wojaczek (1999)
- Pół serio (2000)
- M jak miłość (2000-2015)